# Guanozyna
Guanozyna – nukleozyd zawierający guaninę połączoną wiązaniem N-glikozydowym przez atom N9 z rybozą w postaci β-D-rybofuranozy.
Jest prekursorem dla rybonukleotydów, jak GMP, GDP i GTP, powstających przez ufosforylowanie atomu C5' rybozy.
Cząsteczkę o podobnej budowie ma abakawir, lek używany w kuracji AIDS.